# Чіф Сантос
Футбол Клуб Чіф Сантос або просто Чіф Сантос (англ. Football Club Chief Santos) — професіональний футбольний клуб з Намібії, який представляє місто Цумеб.

## Історія
Клуб «Чіф Сантос» було засновано в 1963 році в місті Цумеб під назвою ФК «Етоша Лайонз».
Він належить до числа клубів-засновників незалежного футбольного чемпіонату в 1991 році. Клуб брав участь у всіх розіграшах Прем'єр-ліги до 2006 року, після чого клуб вибув до першого дивізіону національного чемпіонату. «Чіф Сантос» повернулися ще одного разу до вищого дивізіону національного чемпіонату в 2008-2009 роках, в якому клуб посів 11-те місце з 12 команд-учасниць чемпіонату. Загалом клуб двічі вигравав національний чемпіонат та чотири рази національний Кубок.
Ці успіхи дозволили клубу з Цумебу неодноразово брати участь в континентальних змаганнях, але не досягали там жодних значних успіхів. Клуб жодного разу так і не зміг досягти групового раунду..
Футболіст національної збірної Намібії Сервантіус Урі Хоб грав за клуб в 1990-ті рр.

## Досягнення
- Прем'єр-ліга: (2)

 Чемпіон 1993, 2003
- Кубок Намібії Бідвест: (4)

 Переможець 1991, 1998, 1999, 2000

## Виступи в континентальних турнірах КАФ
| Сезон | Турнір                     | Раунд      | Клуб               | Вдома | На виїзді | Загальний |
| ----- | -------------------------- | ---------- | ------------------ | ----- | --------- | --------- |
| 1992  | Кубок володарів кубків КАФ | Попередній | Мочуді Сентр Чіфс  | т.п.1 | т.п.1     | т.п.1     |
| 1994  | Ліга чемпіонів КАФ         | Попередній | Екстеншион Ганнерс | 3-3   | 0-2       | 3-5       |
| 1997  | Кубок КАФ                  | 1          | Кабве Варріорз     | т.п.1 | т.п.1     | т.п.1     |
| 2000  | Кубок володарів кубків КАФ | Попередній | Саграда Есперанса  | 1-3   | 2-4       | 3-7       |

1- Чіф Сантос покинув турнір.

## Відомі гравці
- Мохаммед Оусеб
- Родні Доусеб
- Аугустінус Мокоя
- Петрус Шитембі